# Dydaktyka geografii
Dydaktyka geografii – jedna z dydaktyk przedmiotowych, która formułuje cele nauczania geografii, opracowuje kryteria doboru i sposoby układu treści nauczania geografii, adaptuje ogólnodydaktyczne oraz opracowuje własne metody kształcenia i środki dydaktyczne, bada różne elementy i uwarunkowania procesu nauczania-uczenia się geografii, wykrywa prawidłowości tego procesu oraz racjonalizuje jego organizację.

## Historia dydaktyki geografii
Początki geografii jako przedmiotu nauczania i jej dydaktyki są niejasne. Niewątpliwie są one związane z rozwojem samej geografii jako nauki. Geografii uczono prawdopodobnie już w starożytnej Grecji, ale są o tym tylko niejasne wzmianki. O jej nauczaniu wspomina Propercjusz: Zmuszają mnie do studiowania i przedstawiania świata w tablicach.
Przyjmuje się, że geografia zaczęła pojawiać się w szkołach jako dodatkowy przedmiot nauczania już w XV w., a w XVIII w. była już odrębnym przedmiotem szkolnym.
W Polsce nie ma dokładnych danych kiedy rozpoczęto nauczać geografii. Prawdopodobnie w średniowiecznych szkołach klasztornych i katedralnych uczono jej pod nazwą kosmografii i geometrii wpajając pamięciowo fragmenty wiedzy geograficznej. Regularne wykłady z zakresu kosmografii w Polsce rozpoczęły się na uniwersytecie krakowskim w latach 1493–1494. Miały one charakter prelekcji, polegających na komentowaniu dzieł starożytnych autorów - przede wszystkim Ptolemeusza. Pierwsze łacińskie podręczniki kosmografii powstały na przełomie XV/XVI w.
Pierwszym dydaktykiem geografii był czeski pedagog Jan Ámos Komenský (J.A. Komeński) (1592–1670). W dziele Wielka Dydaktyka przedstawiająca uniwersalną sztukę nauczania wszystkich wszystkiego (Didactica magna universale omnes omnia docendi artificum exhibens) opublikowanym w 1657 r. zalecał nauczanie poglądowe (za T. Campanellą) w języku ojczystym, oparte na współdziałaniu zmysłów i umysłu.
J.A. Komeński uzasadnił wprowadzenie geografii do szkoły, poddając krytycznej ocenie ówczesne podręczniki i metody stosowane przy jej nauczaniu. Głosił zasadę poznawania Ziemi od najbliższej okolicy, kładł nacisk na używanie map i obrazów w przypadku kiedy nie można było pokazać w naturze rzeczy odległych. Do koncepcji J.A. Komeńskiego wracali później również Jan Jakub Rousseau, Johann Heinrich Pestalozzi i in. Myśli Komeńskiego zmierzające do zreformowania szkolnictwa w Polsce nie przyjęły się. Szkolnictwo w XVII i początkach XVIII w. upadło a wraz z nim również szkolna geografia. Jeśli uczono jej elementów w szkołach klasztornych, to zwracano głównie uwagę na tematy historyczno-polityczne np. genealogia panujących czy nazwy różnych miejscowości, które podawano pamięciowo.

## Podstawa programowa i podręczniki do nauczania geografii
Aktualnie obowiązująca podstawa programowa geografii w gimnazjum i szkole ponadgimnazjalnej (stan na listopad 2011)

 Podręczniki do nauczania geografii zatwierdzone przez MEN

## Środki dydaktyczne
W polskiej literaturze wyróżnia się wiele podziałów środków dydaktycznych jednak dydaktycy geografii posługują się swoją klasyfikacją środków dydaktycznych opracowaną przez S. Piskorza (1995) i zamieszczoną w Zarysie dydaktyki geografii (1995, s. 114).
Podział środków dydaktycznych przedstawiony przez S. Piskorza (1995), z upływem czasu stracił na aktualności. Szczególnie daje się to zauważyć w grupie II. Przyrządy pomiarowe i urządzenia dydaktyczne, gdzie od czasu stworzenia klasyfikacji pojawiło się wiele nowych urządzeń. W tabeli poniżej przedstawiono klasyfikację środków dydaktycznych stosowanych w nauczaniu geografii wraz z propozycją ich uzupełnień. Elementy, które zostały dodane wyróżnione kursywą. 
Podstawowym uzupełnieniem tej klasyfikacji jest utworzenie nowej kategorii w grupie urządzeń dydaktycznych nadając jej nazwę urządzenia interaktywne, w której została umieszczona tablica interaktywna i urządzenia z nią współpracujące. Każda z powyższych kategorii (wizualne, audytywne, audiowizualne, automatyzujące nauczanie) dla urządzeń interaktywnych jest zbyt wąska i nie odzwierciedla właściwości, które one posiadają. Główną cechą tych urządzeń jest ich interaktywność. 
Wychodząc z definicji interaktywności - urządzeniami interaktywnymi należy nazywać takie, które odbierając informacje od użytkownika współpracują z komputerem, reagują na nie, pozwalając na ich dowolną modyfikację oraz na bezpośrednią i sprawną ich wymianę między użytkownikiem a całym oprogramowaniem lub jego dowolną aplikacją.
| Pomoce dydaktyczne | Urządzenia dydaktyczne |
| --- | --- |
| 1. Okazy naturalne i wyroby - - okazy minerałów - okazy skał - okazy skamieniałości - okazy surowców mineralnych - próbki gleb (profile glebowe) - okazy etnograficzne - okazy roślinne - półfabrykaty i gotowe wyroby 2. Modele - - globusy - przystawki i pierścienie do globusów - model wahadła Faucaulta - horyzontarium - zenitarium - tellurium - model współrzędnych geograficznych - rzutnik kartograficzny - model struktur fałdowych - model struktur zrębowych - modele poziomic i warstwic - modele ukształtowania powierzchni terenu (mapy plastyczne) 3. Obrazy realistyczne i schematyczne: - - statyczne: fotografie, rysunki schematyczne - dynamiczne: filmy, animacje, audycje telewizyjne, wideogramy 4. Obrazy symboliczne: - - plany - mapy wielkoskalowe - mapy ścienne - atlasy geograficzne - mapy konturowe, indukcyjne i świetlne - wykresy 5. Mowa pisana: - - szkolny podręcznik geografii - zeszyt przedmiotowy - zeszyt ćwiczeń - geograficzna literatura uzupełniająca - tablice statystyczne 6. Multimedia: - - komputerowe programy edukacyjne - diaporamy - Internet | 1. Przyrządy pomiarowe - - gnomon - zegar słoneczny - wskaźnik wysokości Słońca - kompas i busola - pochyłościomierz - tyczki geodezyjne - taśma miernicza - niwelator szkolny - łata niwelacyjna - wiatromierz - deszczomierz - termometr - barometr - kwasomierz 2. Urządzenia dydaktyczne: wizualne: tablica ścienna - - tablica magnetyczna - ekran - episkop - rzutnik do przeźroczy (diaskop) - epidiaskop - grafoskop - przeglądarka do przeźroczy - przeglądarka stereoskopowa - lupy i lornetki - aparat fotograficzny - kamera filmowa - piaskownica audytywne: - - radio - magnetofon - gramofon - odtwarzacz CD - odtwarzacz Mp3 audiowizualne: - - projektor filmowy - projektor multimedialny - telewizor - magnetowid - wideo - odtwarzacz DVD automatyzujące nauczanie: - - skaner - drukarka - kserograf - maszyny dydaktyczne - komputery interaktywne: - - tablica interaktywna - tablet interaktywny - panel interaktywny - interaktywny system odpowiedzi warsztat pracy nauczyciela geografii i jego uczniów: - - gabinet geograficzny - klaso-pracownia - pracownia geograficzna - ogródek geograficzny geograficzne systemy informacyjne (GIS) |

## Szkoły wyższe i ich jednostki organizacyjne zajmujące się dydaktyką geografii w Polsce - główne kierunki badań
- Uniwersytet Warszawski - Katedra Dydaktyki i Krajoznawstwa w Instytucie Geografii Społeczno-Ekonomicznej i Gospodarki Przestrzennej na Wydziale Geografii i Studiów Regionalnych
  - ścieżki dydaktyczne
  - edukacja regionalna a tożsamość kulturowa
  - tożsamość regionalna
  - metody nauczania
  - ranga geografii jako przedmiotu
  - dobór treści nauczania geografii
  - analiza treści podręczników do nauczania geografii
- Uniwersytet Komisji Edukacji Narodowej w Krakowie - Zakład Dydaktyki Geografii w Instytucie Geografii na Wydziale Geograficzno-Biologicznym
  - cele kształcenia
  - dobór i układ treści
  - terminologia i klasyfikacja
  - optymalizacja metod nauczania i środków dydaktycznych, w tym technik komputerowych
  - historia dydaktyki geografii
  - problemy kształcenia geograficznego szkoły wyższej
  - badania stosowane (tworzenie programów nauczania, podręczników i ich obudowy)
- Uniwersytet Śląski - Zakład Biogeografii i Dydaktyki Geografii w Katedrze Geografii Fizycznej na Wydziale Nauk o Ziemi
- Uniwersytet Łódzki - Zakład Dydaktyki Geografii na Wydziale Nauk Geograficznych
  - kształtowanie i kontrola umiejętności w nauczaniu, uczeniu się geografii
  - założenia nowoczesnego podręcznika geograficznego
  - dobór treści w programach i podręcznikach geograficznych
  - metody edukacji regionalnej i środowiskowej
  - rola własnego regionu w edukacji geograficznej i wychowaniu
  - założenia, dobór treści, metod nauczania geografii regionalnej
  - walory kształcące i wychowawcze geografii
  - więzi terytorialne młodzieży mieszkającej w dużych miastach w Polsce
  - rola geografii i ścieżek międzyprzedmiotowych w patriotycznym wychowaniu
  - poczucie tożsamości i świadomości terytorialnej młodzieży województwa łódzkiego
  - przyczyny przestrzennego zróżnicowania egzaminów zewnętrznych
  - przygotowanie studentów do pracy w szkole w świetle nowej koncepcji kształcenia ogólnego i geograficznego
  - ranga i rola geografii w systemach kształcenia krajów europejskich
  - dobór treści w programach nauczania geografii w krajach europejskich
  - motywacja studentów geografii do pracy w zawodzie nauczyciela
- Uniwersytet Humanistyczno-Przyrodniczy w Kielcach - Pracownia Dydaktyki Geografii i Krajoznawstwa w Instytucie Geografii na Wydziale Matematyczno-Przyrodniczym
  - optymalizacja procesu kształcenia
- Uniwersytet Jagielloński - Zespół Dydaktyków Przedmiotowych na Wydziale Biologii i Nauk o Ziemi
  - modele edukacji geograficznej
  - treści kształcenia i koncepcje programów nauczania geografii
  - kształcenie kandydatów na nauczycieli geografii (zasady nauczania metodą e-learningu)
  - cele, treści i nowoczesne środki dydaktyczne w nauczaniu geografii na różnych poziomach (wykorzystanie Internetu)
  - pozyskanie, selekcjonowanie, ocena i analiza informacji
  - wnioskowanie, przewidywanie i tworzenie projektów dotyczących środowiska geograficznego zgodnie z koncepcją zrównoważonego rozwoju
- Uniwersytet Gdański - Pracownia Dydaktyki Geografii w Instytucie Geografii na Wydziale Oceanografii i Geografii
  - edukacja geograficzna i przyrodnicza
  - dydaktyka przedsiębiorczości
  - regionalizm w nauczaniu geografii
  - konstruowanie wiedzy geograficznej przez uczniów
  - ocenianie wspierające a poziom wiedzy
  - geografia na egzaminach zewnętrznych
  - zastosowanie technologii informacyjnej na lekcjach geografii
  - "Program ukryty" w szkolnej geografii
  - wprowadzanie praktycznej przedsiębiorczości w szkołach
  - edukacja ekologiczna
- Uniwersytet Marii Curie-Skłodowskiej w Lublinie - Pracownia Dydaktyki Geografii na Wydziale Nauk o Ziemi i Gospodarki Przestrzennej
  - nowoczesne strategie kształcenia w zakresie geografii i przyrody
  - problemy współczesnej dydaktyki geografii
  - rysunek poziomicowy w edukacji przyrodniczej i geograficznej - przeszłość, teraźniejszość, przyszłość
  - historia myśli geograficznej
- Uniwersytet Mikołaja Kopernika w Toruniu - Pracownia Dydaktyki Wydziałów Biologii i Ochrony Środowiska oraz Nauk o Ziemi
  - wspomaganie procesu nauczania-uczenia się geografii za pomocą komputerów i internetu
  - konstrukcja programów nauczania i podręczników dla reformowanego szkolnictwa ogólnokształcącego
  - kształcenie umiejętności kluczowych w nauczaniu geografii
  - metody aktywizujące w nauczaniu - uczeniu się biologii, przyrody
  - kształtowanie postawy badawczej ucznia na lekcjach biologii, przyrody
  - gry dydaktyczne na lekcjach biologii i przyrody
  - komputer i internet na lekcjach biologii i przyrody a efektywność procesu kształcenia
  - rola zajęć terenowych na lekcjach biologii i przyrody
  - wpływ wykorzystywania tablicy interaktywnej na efektywność procesu nauczania
- Uniwersytet Wrocławski - Pracownia Dydaktyki Geografii w Instytucie Geografii i Rozwoju Regionalnego na Wydziale Nauk o Ziemi i Kształtowania Środowiska
  - problemy doskonalenia metod i technik nauczania-uczenia się geografii na różnych poziomach edukacyjnych.
  - nauczanie przedmiotu geografia a współczesne wyzwania edukacyjne.
  - problemy projektowania dydaktycznego a jakość pracy nauczyciela
- Uniwersytet im. Adama Mickiewicza w Poznaniu - Pracownia Dydaktyki i Edukacji Ekologicznej na Wydziale Nauk Geograficznych i Geologicznych
  - proces nauczania geografii i przyrody
  - poszukiwanie nowoczesnych metod i technik nauczania geografii i przyrody
  - stosowanie nowoczesnych środków dydaktycznych (multimedia, tablica interaktywna)
  - projektowanie i wykorzystywanie ścieżek dydaktycznych
  - wykorzystywanie aplikacji Systemu Informacji Geograficznej w nauczaniu geografii i przyrody
  - edukacja regionalna i ekologiczna
  - metodyka organizowania i prowadzenia wycieczek
  - ocena przydatności terenu do szkolnych zajęć terenowych
  - ewaluacja procesu kształcenia
  - geograficzna edukacja dwujęzycznej (bilingwalna)
  - sztuka prezentacji w nauczaniu geografii i przyrody